# The Last Ship
The Last Ship é uma série de televisão estadunidense transmitido pelo canal TNT a partir do dia 22 de junho de 2014. Baseado em um romance de mesmo nome de William Brinkley. Dirigida e produzida por Michael Bay.
Em 18 de julho de 2014, The Last Ship foi renovada para uma segunda temporada com 13 episódios.

## Enredo
Depois de uma pandemia global que mata mais de 80% da população do mundo, a tripulação (composta de 218 homens e mulheres) do navio (fictício) USS Nathan James (DDG-151) da marinha americana que não foram afetados pelo vírus, tentam encontrar uma cura para o vírus e salvar a humanidade.

## Elenco

### Elenco principal
- Eric Dane como comandante Tom Chandler[7][8]
- Rhona Mitra como Drª. Rachel Scott[1]
- Adam Baldwin como comandante Mike Slattery[1]
- Charles Parnell como Hugh Jeter[9]
- Sam Spruell como Quincy Tophet
- Travis Van Winkle como tenente Danny Green[9][10]
- Marissa Neitling como tenente Kara Foster[11]
- Christina Elmore como tenente Alisha Granderson[9]

### Elenco recorrente
- Jocko Sims como tenente Carlton Burk[12]
- Andy T. Tran como tenente Andy Chung
- John Pyper-Ferguson como Tex Nolan, um empreiteiro de segurança privada que se junta a tripulação na Baía de Guantánamo
- Fay Masterson como engenheiro-chefe Andrea Garnett
- Luiz Paradinha Hego empresariado responsável pelo patrocínio.
- Chera Paul como ator e diretor chefe do romance.

## Episódios
| Temporada | Temporada | Episódios | Episódios | Originalmente exibido | Originalmente exibido  |
| Temporada | Temporada | Episódios | Episódios | Estreia da temporada  | Final da temporada     |
| --------- | --------- | --------- | --------- | --------------------- | ---------------------- |
|           | 1         | 10        | 10        | 22 de junho de 2014   | 24 de agosto de 2014   |
|           | 2         | 13        | 13        | 21 de junho de 2015   | 6 de setembro de 2015  |
|           | 3         | 13        | 13        | 30 de maio de 2016    | 11 de setembro de 2016 |
|           | 4         | 10        | 10        | 20 de agosto de 2017  | 8 de outubro de 2017   |
|           | 5         | 10        | 10        | 9 de setembro de 2018 | 11 de novembro de 2018 |

## Desenvolvimento e produção
Em julho de 2012, a TNT pediu um episódio piloto para uma série potencial baseado em um romance de William Brinkley, The Last Ship (1988). Hank Steinberg e Steve Kane escreveu o roteiro do piloto, e Jonathan Mostow dirigiu o piloto. Ele foi filmado em vários locais em todo San Diego, incluindo a bordo do USS Halsey, o USS Dewey e o USS Iowa.
A série é produzida pela Platinum Dunes , com Michael Bay , Brad Fuller, Andrew Form, Steinberg e Kane servindo como produtores executivos. Steinberg também serve como o showrunner.

## Recepção
Em sua 1ª temporada, no agregador de críticas dos Estados Unidos, o Metacritic, que calcula as notas usando somente uma média aritmética ponderada de críticos que escrevem em maioria apenas para a grande mídia, a série tem 22 avaliações da imprensa anexadas no site e uma pontuação de 61 entre 100, com a indicação de "revisões geralmente favoráveis".